# Лимонка (газета)
«Лимо́нка» — центральный печатный орган Национал-большевистской партии. Основана 28 ноября 1994 года. Официально запрещена с 20 сентября 2002 года. Не публикуется ни в каком виде с июля 2010 года. Официально запрещена в России, её материалы признаны экстремистскими. Наследником газеты стала газета «Тота́льная Мобилизация» — печатный орган партии «Другая Россия Э. В. Лимонова», ныне выходит в партийном паблике «ВКонтакте».

## История

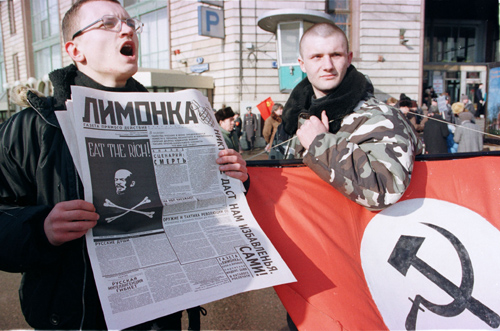
Член НБП с газетой в руках.

С 1993 года Эдуард Лимонов публиковал в газете «Новый Взгляд» авторские колонки под названием «Лимонка в …». Однако после организации Национал-большевистской партии было принято решение о печати официального партийного издания.
28 ноября 1994 года был отпечатан первый номер газеты в типографии в Твери. Эта дата считается днём рождения, как газеты, так и партии.
Газета выходила с периодичностью раз в две недели. Её отличительными эстетическими и стилистическими особенностями были юмор, энергичная подача материала, пост-модернизм. Визуальная эстетика представляла собой переосмысление тоталитарной эстетики, в ключе индустриальной культуры. Визуальный стиль первых номеров создал художник Александр Лебедев-Фронтов; его решения задали дальнейший тон газете. Стилистически «Лимонка» была родственна панк-зинам, но исполнена на более профессиональном уровне.

На первой полосе публиковалось «Слово Вождя» — колонка Эдуарда Лимонова, на последней — хроника современной андеграундной культуры. Также регулярными были рубрики с названиями «Как надо понимать (промывка мозгов)» — сообщение об актуальных социально-политических событиях с комментариями редакции; «Смачно помер» (пародия на жанр «Срочно в номер») и «Легенды» (истории жизни героев сопротивления). 
Из романа Эдуарда Лимонова «В плену у мертвецов»

Через посредничество моего тогдашнего издателя Шаталова я приземлился в «Новом Взгляде»… До того как я стал выпускать газету «Лимонка», я печатал свои статьи у Додолева. В «Новом Взгляде» собралась тогда сверхпёстрая компания экстремистов всех сортов: от Могутина до Жириновского. Я опубликовал в «Новом Взгляде» с полдюжины отличных вещей, среди них очерк «Псы войны», так что вспоминаю газету с удовольствием. В ту эпоху в ней присутствовала жизнь. В венах газеты текла кровь…
.

#### Запрет издания
Публикации газеты, в связи со своей интонацией и радикальностью затрагиваемых тем, неоднократно привлекали к себе общественное и политическое внимание. В 1996 году к газете были предъявлены первые официальные претензии в разжигании межнациональной розни.
26 июля 2002 года решением Хамовнического суда по иску Министерства печати РФ была прекращена деятельность газеты, в связи с тем, что её публикации призывали к захвату власти, насильственному изменению конституционного строя и целостности государства.
20 сентября 2002 года данное решение оставлено в силе, после обжалования.
Министерство печати обосновало иск злоупотреблением газетой свободой слова и нарушением статьи 4 закона «О средствах массовой информации», указывая на то, что публикации газеты направлены на разжигание социальной нетерпимости и розни и содержат призывы к насильственному захвату власти, изменению конституционного строя, и пропаганду войны.
Уполномоченный по правам человека в РФ Олег Миронов в докладе о деятельности УПЧ за 2002 год обосновал ликвидацию газет «Лимонка» и «Русский хозяин», «как ряд шагов по пресечению пропаганды межнациональной розни».
Однако Минпечати и органы прокуратуры не обнаружили в «Лимонке» материалы, разжигающие именно межнациональную рознь.

#### После запрета
После ликвидации «Лимонка» стала выходить (с № 205) под названием «Генеральная линия», хотя сохраняла логотип «Лимонка» и сквозную нумерацию.
В февраля 2006 года газета «Генеральная линия» была закрыта. Поэтому с № 292 было запущено издание новой газеты — «На краю». Опять же, с сохранением логотипа и сквозной нумерацией. Первые семь номеров газеты «На краю», выпускались смоленским отделением НБП как самостоятельный региональный печатный орган партии.
В июле 2007 года был опубликован № 319 под логотипом «Другая Россия». Начиная с № 320 под логотипом «Лимонка» выходила газета «Трудодни». Номера которой, № 323, 325, были признаны экстремистскими материалами. Начиная с № 327 газета прекратила выход в бумажной версии, но распространялась в сети в виде свёрстанных pdf-файлов. В связи с чем последующий тираж считался неограниченным.
Последний выпуск появился в июле 2010 года. В настоящее время сайт газеты с архивом номеров не работает.

## Критика
Газета «Лимонка» была ярким явлением общественно-политической и культурной жизни 1990-х годов. 
Во времена расцвета это была потрясающе весёлая, важная и качественная газета, совершенно нехарактерная для нашей страны. Таких изданий уже нет и не может быть. И она обладала связью с издательством «Ультра.Культура» Ильи Кормильцева. Сейчас такое уже невозможно — это уходящая эпоха и чисто европейская история, которая сейчас практически отсутствует. Нельзя больше в одном поле объединить политически разных людей с культурными разногласиями — их материалы не могут выходить в одном издании.

Борис Куприянов

#### Критика ликвидации
Закрытие газеты имело нарекания с точки зрения российского законодательства и соблюдения свободы слова.

## Редакционный состав «Лимонки»

#### Главные редактора
- Эдуард Лимонов, 1994—2020
- Алексей Волынец, 1999—2007

#### Редактор
- Александр Дугин, 1994—1998

#### Ответственные секретари
- Алексей Цветков, 1996—1998

#### Художники-оформители
- Александр Лебедев-Фронтов, 1994